# Distichodus hypostomatus
Distichodus hypostomatus és una espècie de peix de la família dels citarínids i de l'ordre dels caraciformes.
Els adults poden assolir fins a. 15,5 cm de longitud total. És un peix d'aigua dolça i de clima tropical que es troba a Àfrica: el Camerun, el Gabon i la República del Congo.